# ميشيل سانتورو
ميشيل سانتورو (بالإنجليزية:Michele Santoro) مواليد 2 يوليو 1952 في مدينة ساليرنو، كامبانيا، إيطاليا هو صحفي  و مقدم برامج تلفزيونية إيطالي .

## روابط خارجية
- ميشيل سانتورو على موقع IMDb (الإنجليزية)

- Michele Santoro's official site
- قالب:MEP
- قالب:Declaration of financial interests of the 6th term